# Love Don’t Hate It
A Love Don't Hate It (magyarul: Szeresd, ne gyűlöld) a holland Duncan Laurence második kislemeze. A dal az első hivatalosan megjelent dal eurovíziós versenyszáma, az Arcade mellett. A dal 2019. október 23-án jelent meg a Spark Records nevű kiadó által.

## Háttér
Duncan előzetesen bejelentette, hogy nem szeretné az Arcade-ot nyomon követni, inkább vár addig amíg meg nem találja a megfelelő dalt. A De Telegraaf című holland újság 2019. október 14-én írt arról, hogy azok a rajongók akik megjelentek az énekes nijmegeni koncertjén, nekik közölték, hogy a következő dal, amit kiad a Love Don't Hate It címet fogja viselni. Az énekes így vélekedik a dalról:
Ez egy olyan dal, amely arról szól, hogy küzdjünk azért, akik vagyunk és azokért akiket szeretünk. Emellett választ ad a világ utálataira, ami mindig próbálja azt lerombolni, amiért küzdünk: a szeretetet
 A dalt premiere a holland De Wereld Draait Door adásában volt látható, a megjelenése napján, 2019. október 23-án.